# اسکدیل (یوتا)
اسکدیل (به انگلیسی: EskDale) یک منطقهٔ مسکونی در ایالات متحده آمریکا است که در شهرستان میلارد، یوتا واقع شده‌است. اسکدیل ۱٬۵۱۹ متر بالاتر از سطح دریا واقع شده‌است.